# 銀玉鉄砲
銀玉鉄砲（ぎんだまでっぽう）は、遊戯銃の一種である。スプリングガンやストライカーガンとも呼ばれる。
装填した銀玉を、ばねの力で前進するストライカーによって叩き、発射する機構をもつ。この機構を、銃器雑誌「月刊Gun」では「ストライカー方式」と呼んでいる。ばねを押し縮める動作を引き金と連動させた、実銃でいうダブルアクションに相当するものは、連続して発射することができる反面、引き金の引きが重くなりがちであるが、初期のものを除けば、ほとんどがこのタイプである。
発売は1960年（昭和35年）という。
これらは主に駄菓子屋や玩具店で販売され、また縁日の露店でも販売されていた。小学校低～中学年向けで威力は弱く、至近距離でも新聞紙一枚射抜けなかったほどである。1980年代頃までは、児童らが盛んにお互いを撃ち合ったりして遊ぶのに用いられていた。
エアソフトガンの先祖とも言える製品である。

## 構造
引き金を引くと内部のストライカーが後退し、ストライカーが一定範囲以上に後退すると、弾丸となる銀玉の入っているチャンバー内から一個の銀玉が銃身内に落下、ストライカーが完全に後退しきった所でフックが外れ、ストライカーがばねの力で勢いよく前進して銀玉を押し出し、発射する。
チャンバーには10～30発程度の銀玉を入れることが出来た。なお、人を狙うことができる射程は精々5m未満であった。
モデルとなるピストルには、コルト・ガバメントやワルサーP38、ルガーP08があった。これらは小学校低学年の児童の手に馴染むサイズに縮小化されていた。他にもオリジナルの形状をしたものも見られ、形状はリボルバーだが上部にドラムマガジンが付いているなど構造的には自動拳銃のようなものもあった。

### 銀玉
銀玉は、石膏や土（粘土）のようなものを丸めて直径7mm程度にして、表面を銀に着色してある。また1970年代～1980年代には緑色をした合成樹脂製の円盤を発射する製品もあった。また、1980年代初頭から、銀玉より一回り小さいBB弾を使用するモデルも登場してきている。
銀玉は先に述べたように土を圧搾して固めてあるだけの物であるため、雨に打たれたり踏み潰されたりすれば数日程度で自然に風化するようなものだった。